# Bank von Danzig

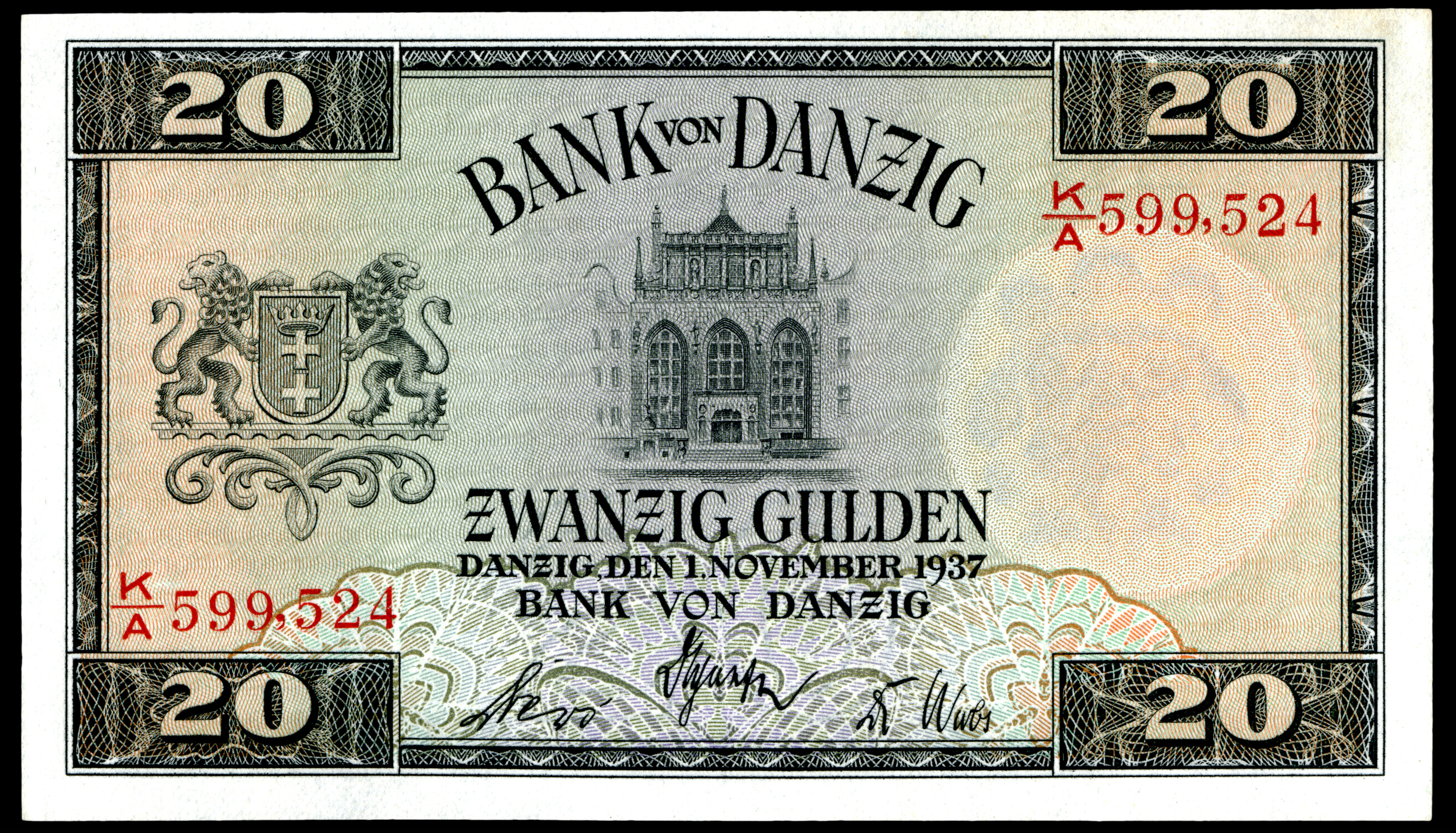
20 guldenów gdańskich emisji Banku Gdańskiego z 1937 r.

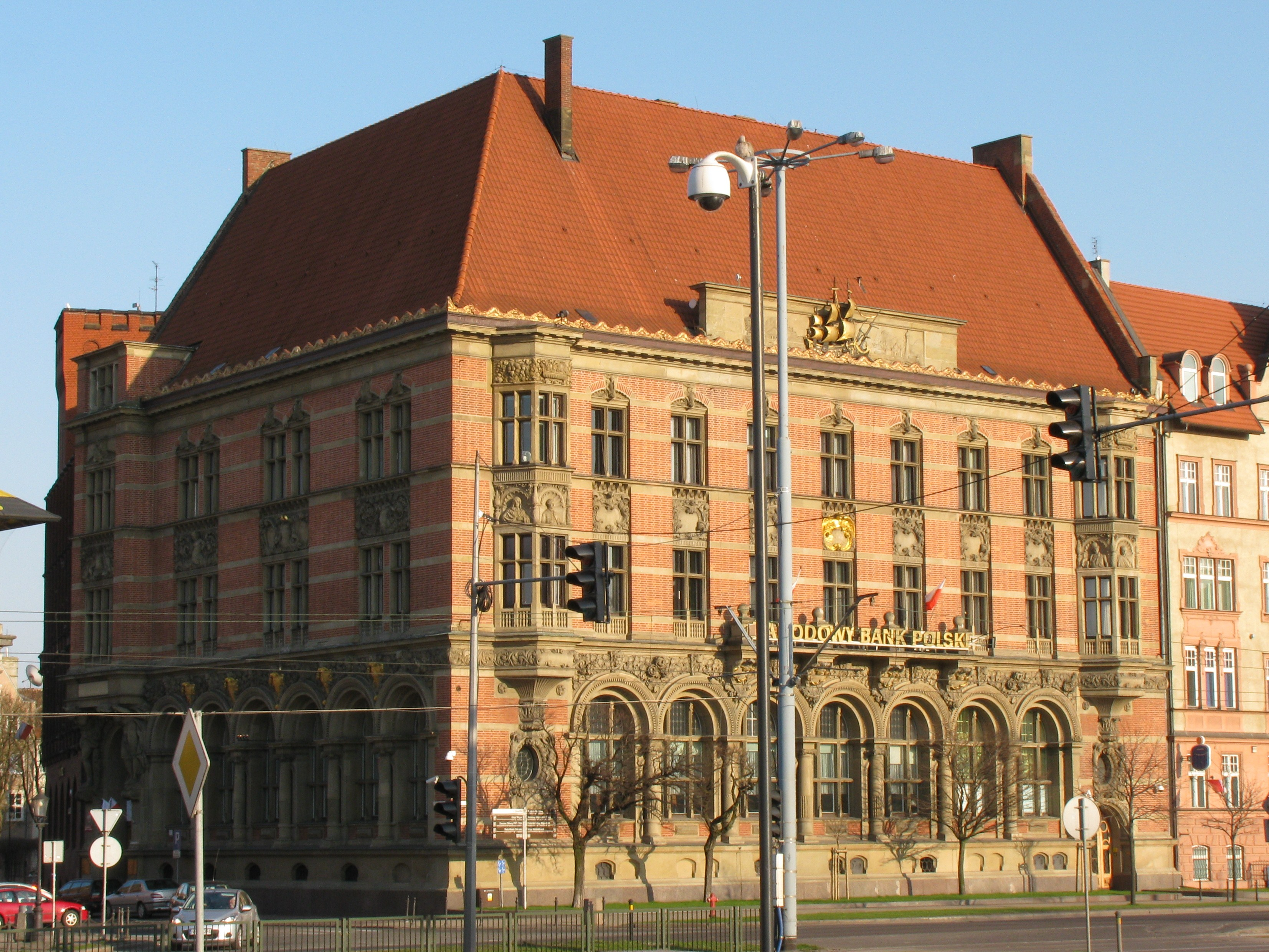
Gmach byłego Banku Gdańskiego w Gdańsku przy ul. Okopowej 1, obecnie lokalna siedziba NBP

Bank von Danzig (pol. Bank Gdański) – bank centralny, emisyjny Wolnego Miasta Gdańska z siedzibą w Gdańsku, powołany w listopadzie 1923, a utworzony w lutym 1924. Funkcjonował do wcielenia Wolnego Miasta Gdańska do III Rzeszy jesienią 1939 r.

## Historia Banku Gdańskiego
Bank Gdański został powołany do życia na mocy ustawy bankowej z 20 listopada 1923 r., zastępując wcześniej istniejącą Gdańską Kasę Centralną (Danziger Zentralkasse) emitującą walutę przejściową Wolnego Miasta Gdańska, marki gdańskie. W dniu 5 lutego 1924 doszło do utworzenia banku i przyjęcia statutu Banku Gdańskiego jako instytucji mającej wyłączne prawo do emisji waluty narodowej, guldena gdańskiego, który zastąpił markę gdańską 1 stycznia 1924. Kapitał początkowy Banku Gdańskiego wynosił 7,5 mln guldenów. Górną granicę emisji banknotów i monet ustalono na 100 guldenów na głowę mieszkańca Wolnego Miasta, czyli ogółem ok. 38 mln guldenów. Prowizoryczną serię biletów bankowych w walucie guldenowej (1, 2, 5, 10, 25 i 50 fenigów oraz 1, 2, 5, 10, 25, 50 i 100 guldenów) wprowadzonych do obiegu w październiku i listopadzie 1923 jeszcze przez Gdańską Kasę Centralną, zastąpiono w lutym 1924 serią banknotów guldenowych o nominałach 10, 25, 100, 500 i 1000 guldenów, oraz monetami. W uzupełnieniu pierwszej serii Bank Gdański dodatkowo emitował banknoty o nominałach 20 guldenów (1932, 1937) i 50 guldenów (1937). Gulden gdański został powiązany z funtem szterlingiem, a jego kurs w stosunku do funta szterlinga został ustalony na 25,21 guldenów (1924). W 1935 bank przejął od zlikwidowanej Gdańskiej Giełdy Papierów Wartościowych i Dewiz (Danziger Effekten- und Devisenbörse) funkcję ustanawiania kursów walut. Bank Gdański został zlikwidowany wkrótce po włączeniu Wolnego Miasta do Rzeszy we wrześniu 1939, a emitowane przezeń środki płatnicze zostały wycofane z obiegu po kursie 1 gulden gdański = 70 fenigów niemieckich.

## Udziałowcy
Udziałowcy polscy – 40%
- Bank dla Handlu i Przemysłu (Warszawa), do 1926
- Bank Handlowy (Warszawa), do 1926
- Bank Kwilecki, Potocki i S-ka (Poznań)
- Bank Przemysłowców (Poznań), do 1926
- Bank Związku Spółek Zarobkowych (Poznań)
- Polski Bank Przemysłowy (Lwów)
- Bank Gospodarstwa Krajowego (Warszawa), od 1926

Udziałowcy niemieccy – 60%
- Deutsche Bank (Berlin)
- Disconto Gesellschaft (Berlin), w 1929 przejęty przez Deutsche Bank
- Dresdner Bank (Berlin)
- E. L. Friedmann & Co Bankhaus (Berlin)
- E. Heimann & Co Bankhaus (Wrocław)
- Reichsbank (Berlin), 1/5 udziałów od 1924

Udziałowcy gdańscy
- Danziger Privat-Actien-Bank
- Landwirtschaftliche vorm. Landschaftliche Bank

## Prezesi[2]
- 1924-1933 – Konrad Meissner
- 1933-1939 – dr Carl Schäfer

## Przewodniczący Rady Banku
- 1924-1926 – Willi Klawitter
- 1926-1930 – Ernst Plagemann
- 1931-1933 – Ludwig Noé
- 1933-1935 – Max Dolle
- 1935-1939 – Hugo Schnee